# فوکچ
فوکچ (به انگلیسی: Fukche) یک فرودگاه است . این فرودگاه در کشور هند قرار دارد .